# Endoskopiefotografie in der Architektur
Endoskopiefotografie in der Architektur wird eingesetzt, um in der Planungsphase für neue Gebäude und komplexe Außen- und Innenaufnahmen von Modellen zu fotografieren oder zu filmen. Das Architekturmodell eines neuen Gebäudes kann damit ab dem Maßstab 1 : 500 korrekt aus der Perspektive eines Fußgängers dargestellt werden. Ist das Endoskop mit einer Videokamera verbunden, können Filme erstellt werden, als wenn der Fußgänger um das Gebäude herum oder hindurchgeht. Das ermöglicht dem Architekten, seinen ersten Entwurf zu überprüfen und weiterzuentwickeln. Bauherren, Stadtplaner und Bürger können so ebenfalls den Entwurf des Architekten sehen und beurteilen.

## Etymologie
Das starre Endoskop wird in der Architektur unter anderen als Relatoskop, Relatoscop (Französisch), Boroskop, Modellskop benannt. In diesem Artikel wird Endoskop als Oberbegriff genutzt.

## Geschichte

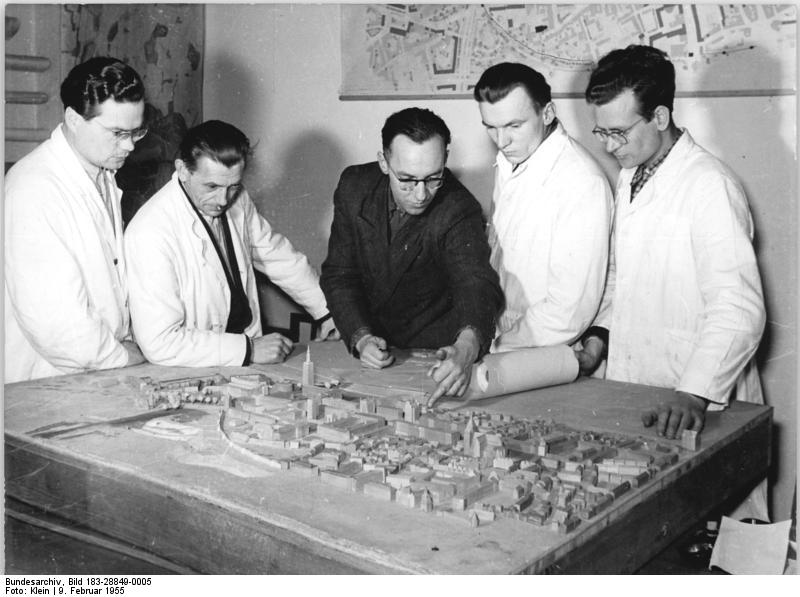
Bundesarchiv Bild 183-28849-0005, Rostock, Architekten bei der Stadtplanung, 1955 - Vogelperspektive

In der Architektur wurde das starre Endoskop ab 1954 vom in Paris lebenden deutschen Architekten Martin Schulz van Treeck zum ersten Mal eingesetzt. Er nutzte dazu medizinische Endoskope zum Fotografieren und später auch für Videos von Architekturmodellen, wie sie von seinem Vater, Alfred Schulz van Treeck, Mediziner und Pionier der Otoskopie, eingesetzt wurden. Er veröffentlichte 1957 in der Zeitschrift Bauen + Wohnen einen ersten Artikel mit dem Titel Reale Modellphotographie als neue Darstellungsmethode in der Architekturplanung.
Bei Architekturwettbewerben ist es üblich, dass bei der ersten Präsentation neben den Plänen auch Modelle im Maßstab 1 : 500 gezeigt werden. Diese Massenmodelle werden normalerweise aus der Vogelperspektive betrachtet und fotografiert. Van Treeck war das Problem der Vermittlung des architektonischen Entwurfes in der traditionellen Form bewusst. Sein Wunsch, das Modell so darzustellen, wie ein Fußgänger das Bauwerk später sieht, führte ihn zum Endoskop. Er bezeichnete das Endoskop als Relatoskop (französisch: relatoscope). Er konnte mit dem Endoskop den Standpunkt eines Fußgänger im Modell einnehmen. Ein Architekturmodell im Maßstab 1 : 500 wurde damit perspektivisch korrekt so darstellt, wie ein Fußgänger das fertige Bauwerk sieht.
In Architektenkreisen wurde das Endoskop durch den Einsatz für die Stadtplanung der Pariser Siedlung Orgues de Flandre an der Avenue de Flandre im 19. Arrondissement bekannt. Die zentralen Wohntürme der Siedlung haben unterschiedliche Höhen und sind in der Form von Orgelpfeifen gestaltet. Sie haben Namen wie Präludium, Fuge, Kantate und 4 was den Namen Orgues de Flandre erklärt. Van Treeck nutzte das Endoskop beim Wettbewerb und der weiteren Planung der Siedlung Orgues de Flandre, bei Modellen vom Maßstab 1 : 500 bis 1 : 100 für Fotografie und vor allem Videos. Seine Arbeit mit dem Endoskop dokumentierte er von Beginn an.
Auf den Bau- und Architekturmessen Batimat im November 1973 in Paris und Constructa im Februar 1974 in Hannover wurde das Endoskop von ihm und einer Firma im großen Rahmen zum ersten Mal internationalen Architekten und Bauherren vorgestellt. In einem Artikel beschrieb van Treeck 1974 im Architekturmagazin Detail das Endoskop und seinen Nutzen bei Bauvorhaben. Ein französischer Artikel von François Loyer ist als PDF Online und enthält Endoskopfotos des Projekts Orgues de Flandre.
Nach der Vorstellung auf den Messen und Berichten in Fachmagazinen wurde ab 1974 der Einsatz von Endoskopen an internationalen Universitäten im Rahmen von Forschungsprojekten zur Stadtplanung untersucht.

## Forschung
Die Architekten und Stadtplaner (Urban Designer) Carl-Axel Acking (Lund, Schweden), Donald Appleyard (Berkeley, USA), Hendrik van Leeuwen, (Wageningen, Niederlande) und Antero Markelin (Stuttgart, Deutschland) erforschten beispielsweise frühzeitig den Einsatz von Endoskopen in der Architektur. Der Schwerpunkt der Forschungen lag beim Einsatz von Videofilmen in der Stadtplanung sowie Fotografien. Für die Experimente wurde entweder die von van Treeck auf den Messen präsentierte Simulationsanlage gekauft oder wegen geringer Geldmittel eigene Anlagen gebaut, so beispielsweise am Städtebaulichen Institut der Universität Stuttgart, an dem Antero Markelin lehrte und forschte, die Modellsimulationsanlage. Die zweijährige Forschungstätigkeit von 1975 – 1977 wurde 1979 in dem Buch Umweltsimulation, sensorische Simulation im Städtebau veröffentlicht.
Auf der ersten Konferenz der European Architectural Endoscopy Association (EAEA) 1993 an der Tampere University of Technology in Finnland wurde der ab 1978 gebaute Urban Simulator der Tampere School of Architecture vorgeführt. Die Anlage wie auch die Computersteuerung wurde überwiegend in Eigenregie entwickelt und gebaut, da die vorhandenen finanziellen Mittel gering waren. Petri Siitonen von der Architekturfakultät der Aalto-Universität Helsinki berichtete auf der Konferenz über den Vergleich des Einsatzes von Computer-aided design (CAD) und Endoskop durch Studenten in seinem Vortrag Future of Endoscopy (Zukunft der Endoskopie), in welchem er zu dem Ergebnis kam, dass die Endoskopie 27 Punkte und CAD 20 Punkte erreicht und dass sich dies in den kommenden Jahren ändern würde.

## European Architectural Endoscopy Association (EAEA)
Die European Architectural Endoscopy Association (EAEA) wurde 1993 gegründet. Die Gründungsversammlung fand im Rahmen einer Konferenz am Institut für Architektur der Technischen Universität Tampere in Finnland statt. Es war die erste internationale Konferenz, auf der Experten von fünfzehn Universitäten, die auf dem Gebiet der Visualisierung mit Endoskopen forschten und lehrten, ihre Ergebnisse vorstellten. Die neunte Konferenz wurde 2009 von der Fakultät für Architektur der Brandenburgischen Technischen Universität Cottbus-Senftenberg ausgerichtet. Bei dieser Konferenz einigten sich die Teilnehmer darauf den Namen der EAEA zu ändern. Statt Endoscopy sollte von nun an Envisioning im Namen stehen. Der Name ist nun European Architectural Envisioning Association (EAEA). Damit wurde die rasanten Entwicklungen der Computerhardware und Software zur Visualisierung von Bauvorhaben vom Einfamilienhaus bis zur Stadtplanung berücksichtigt. Die Technische Universität Łódź (TUL) war Gastgeber der 12. European Architectural Envisioning Association Konferenz im Jahr 2015. Die EAEA Konferenzen finden in ungeraden Jahren statt.

## Praktischer Einsatz
Neben den Forschungsprojekten an Universitäten, die finanzielle Förderung erhielten, wurde seit 1974 in Studios von Fotografen und Videografen das Endoskop für Kunden aus Architektur und Werbung eingesetzt. Das Endoskop war hierbei als Spezialobjektiv ein Teil der gesamten Video- und Fotoausrüstung der Studios. Bekannt waren damals in Deutschland beispielsweise seit 1974 das Studio für visuelle Modelluntersuchung von Ingo Wende in Berlin und ab 1975 von Alex Kempkens in München. Die Aufträge von Architekten und Bauherren an Fotografen betraf in der Regel das Fotografieren ihrer Modelle mit einer Großformatkamera und Endoskopen. Kurze Filme wurden als Videos oder auf 16-mm-Film produziert. Die Filme wurden in der Regel bei größeren städtebaulichen Projekten für Public Relation und zur Information der Öffentlichkeit eingesetzt. Es gibt 2015 nur noch einige wenige Studios, die diesen Service anbieten.

## Kritik

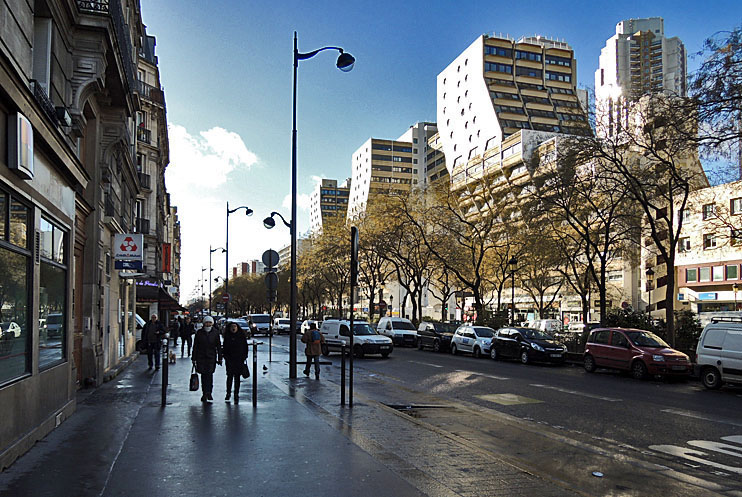
Orgues de Flandre - Paris - Architekt Martin Schulz van Treeck, Foto 2016

Bereits van Treeck schrieb darüber, dass mit dem Endoskop tatsächlich aus der normalen Augenhöhe von Menschen das Modell fotografiert wird:

„Der Sinn der Relatoskopie liegt darin, den Blick des Beobachters dem Maßstab des Architekturmodells anzugleichen, und ihn im Innern des Modells in die gewohnte menschliche Blickhöhe zu versetzen. […] Beim Vergleich der Wirklichkeit mit der durch ein maßstabgerechtes Modell simulierten Wirklichkeit erweist sich die Glaubwürdigkeit der Relatoskopie. Die Übertragung ist nicht illusionistisch, sondern sie hebt die wesentlichen Informationen bezüglich der Baumassen und ihrer Raumorganisation hervor.“

Die Gegner eines umstrittenen Bauprojekts sind davon nicht überzeugt, wenn sie es kritisieren. Dann wurde auch schon mal davon gesprochen, dass die Bilder aus der Ameisenperspektive fotografiert seien. Die Augenhöhe eines Menschen von 170 cm Größe ist circa 160 cm. Bei einem Maßstab von 1 : 100 ist die Augenhöhe eines Fußgängers im Modell 16 mm und diese Höhe kann mit dem Endoskop, das vorzugsweise einen Durchmesser von 8 mm hat, präzise eingehalten werden.

## Technik
Zur Erzielung einer hohen Qualität für Fotografien oder Filme wurden starre Endoskope eingesetzt. Beispielsweise die auf der Erfindung von Harold Hopkins basierenden Rod-lens Endoskope (Stablinsensystem). Die flexiblen Glasfaser-Endoskope, Fiberskope, Flexoskope und Videoendoskope genannt, erreichten wegen der gebündelten Glasfasern damals nicht dieselbe Qualität.
Zur Umweltsimulation und für Außen- und Innenaufnahmen von Modellen wurden zu Beginn starre Endoskope aus der Medizin zur Direktbetrachtung sowie für Fotografie, Video und Film verwendet. Die in der Industrie eingesetzten Endoskope, Boroskope genannt, sind in der Basis gleich gebaut. In der Modellvisualisierung kamen zeitweise speziell entwickelte Boroskope zur Anwendung. Für Video- und Filmaufnahmen ist sehr viel Licht erforderlich. Lampen und Scheinwerfer mit hoher Leistung sind notwendig. In professionellen Fotostudios kamen leistungsstarke Blitzgeräte zum Einsatz. Das in der Medizin durch die Glasfasern eines Endoskopes geleitete Licht, als Kaltlichtquelle bezeichnet, wurde in der Modellfotografie selten eingesetzt.
Die von van Treeck auf Messen vorgestellte Modellsimulationsanlage für Video-, Film- und Fotoaufnahmen erforderte, dass sich das mit der Videokamera oder dem Fotoapparat gekoppelte Endoskop senkrecht über dem Modell befand. Das war wegen der seitlichen Blickrichtung des Objektivs von 90 Grad notwendig. Diese Anlage war entsprechend aufwändig und teuer. In der Fotografie konnten auch Endoskope mit anderen Blickrichtungen eingesetzt werden, da die Kamera nicht zwingend senkrecht über dem Modell sein musste.

## Modellvisualisierung vor und nach 1995
Seit Beginn der 60er-Jahre wurde über den Einsatz des Computers in der Architektur geforscht sowie erste Computergrafiken mit Bezug zur Architektur in Berichten veröffentlicht. Die Realisierung von Modellvisualisierungen als Computerbild oder Computeranimation war bis 1995 so aufwändig und teuer, dass dies im Vergleich zu den Kosten von Endoskopfotografien und -filmen selten eine Alternative war. Ausnahmen gab es bei Prestigeprojekten, wie beispielsweise 1984 für das Computermodell der Glaspyramide im Innenhof des Louvre des Architekten Ieoh Ming Pei.
Als die Tampere School of Architecture 1995 umziehen musste, wurde der 20 Jahre alte Urban Simulator durch ein modernes System ersetzt. Es wurden neueste Endoskope, Komponenten und Computer zur Kamerasteuerung, Bildverarbeitung und für moderne computergestützte Methoden installiert. Das neue Labor wurde 1997 auf der Konferenz der EAEA an der Technischen Universität Delft vorgestellt. Die Endoskoptechnik zur Visualisierung von Architekturmodellen wird im Rahmen der Ausbildung und Forschung nur noch an wenigen Universitäten angeboten. Das geschieht parallel zu 2D, 3D und VR Computeranimation.

## In jüngster Zeit und Zukunft
Die Entwicklung der Computer, Beleuchtung, Software, drahtlosen Datenübertragung und kleinsten Videoendoskopem mit einem CCD-Sensor war in den Jahrzehnten nach 1995 so rasant, dass sich ein Student der Architektur im ersten Semester heute kaum vorstellen kann, wie aufwändig früher die Modellsimulation und Visualisierung war. Die Entwicklung der Endoskope profitierte ebenfalls vom Tempo dieser Jahre. Ein Beispiel dieser Entwicklung ist das Urban Simulation Laboratory am Polytechnikum Mailand (DiAP), das 2007 gegründet wurde. Bei der elften EAEA Konferenz in Mailand 2013 wurde ein Miniauto mit einer Micro-Kamera gezeigt, das in einer Modellstraße von mindestens 2,2 cm Breite fahren konnte, um Videoaufnahmen aufzuzeichnen. Die Videodaten wurden auf einen Bildschirm übertragen. Das Miniauto wurde mit der Hand durch das Stadtmodell gesteuert. Die früher aufwändige technische Konstruktion für Videoaufnahmen war nicht mehr erforderlich.
Modelle, die man anfassen, um die man herumgehen und aus der Vogelperspektive betrachten kann, werden weiterhin gebaut. Das gilt für das Studium, die Forderungen der Bauherren wie auch für die Präsentation von Projekten auf Fachmessen für Immobilien und Investitionen. Es gibt weiterhin Modelle, die aus der Vogelperspektive betrachtet werden, wie beispielsweise auf der Expo Real in München oder der MIPIM im Palais des Festivals et des Congrès in Cannes.

## Renaissance der Endoskopie
In seiner Präsentation auf der EAEA Konferenz 1993 in Tampere sagte Bob Martens von der Technischen Universität Wienː A renaissance of endoscopy could thus be envisaged at least for still pictures. – Eine Renaissance der Endoskopie könnte damit zumindest für Standbilder in Betracht gezogen werden. Er arbeitete ebenfalls mit 3D-Computersimulation, aber meinte, dass die Endoskopie weiterhin Vorteile in der Ausbildung der Studenten habe, als er schrieb: Endoscopy is not overloaded with theory; students can tackle the subject in a playful manner. – Die Endoskopie ist nicht mit Theorie überlastet; Studenten können das Thema in einer spielerischen Art und Weise angehen.
Die technische Entwicklung plus die Kostensenkung bei Endoskopen und für Videofilme in den Jahrzehnten seit seinem Vortrag konnte er nicht voraussehen. Im Sommer 2015 wurden von zwei der größten Handelsketten in Deutschland Videoendoskop-Kameras für 60 Euro als Männerspielzeug angeboten und verkauft. Nun ist es selbst einem Studenten möglich, sich eine eigene Videoendoskop-Kamera anzuschaffen, um sein Modelle für die Präsentation der Semesterarbeit mit dem Endoskop zu visualisieren. Die Preise für starre Endoskope und dazugehörige Fotoausrüstung sind ebenfalls erschwinglich geworden. Die Reduzierung der Kosten für den Einsatz von Endoskopen unterstützt die These von Bob Martens, dass es zu einer Renaissance der Endoskopie kommen kann.

## Rezeption
Martin Schulz van Treeck ging es 1954 darum, die Perspektive des Fußgängers bei seinen Planungen zu berücksichtigen und das auch den Auftraggebern und den Bürgern zu vermitteln. Das Endoskop war zur damaligen Zeit das einzige Werkzeug, um Architekturmodelle aus dieser Perspektive fotografieren und filmen zu können. Seine Idee, die Perspektive der Fußgänger darzustellen, hat sich damit etabliert. Die Digitale Revolution stand ganz am Anfang und hatte noch keine Werkzeuge (Hardware und Software) entwickelt, um seine Ideen realisieren zu können. Inzwischen sind Jahrzehnte vergangen und das Werkzeug Computer kann die Perspektive eines Fußgängers ohne Schwierigkeiten als Foto oder Film visualisieren und animieren. Das Endoskop ist im digitalen Zeitalter (Digital Age) durch die neuen Technologien eingeholt worden.